# Kurt Svensson
Kurt Svensson (15 de abril de 1927 - 11 de julho de 2016) foi um futebolista sueco. Ele competiu na Copa do Mundo FIFA de 1950, sediada no Brasil, na qual a seleção de seu país terminou na terceira colocação.